# Hopelchén (gemeente)
Hopelchén is een gemeente in de Mexicaanse deelstaat Campeche. De hoofdplaats van Hopelchén is Hopelchén. Hopelchén heeft een oppervlakte van 7460 km² en 34.687 inwoners (census 2005).
Calakmul · Calkiní · Campeche · Candelaria · Carmen · Champotón · Dzitbalché · Escárcega · Hecelchakán · Hopelchén · Palizada · Seybaplaya · Tenabo